# Barylypa paeneferruginea
Barylypa paeneferruginea là một loài tò vò trong họ Ichneumonidae.